# Скала Белчин
Скалата Белчин (на английски: Belchin Rock) е скала край северния бряг на остров Ливингстън от Южните Шетландски острови, Антарктида, разположена в залива Хироу на 2,2 км североизточно от нос Сидинс и на 2 км северно от нос Мелта. В близост има редица други обекти с български топоними - хребета Терес, залива Василев, Миладиновите острови, остров Балша, скалите Койнаре, носовете Безмер, Куклен, Авитохол, Луковит, Атанасова, Сандански и др., в резултат на редица експедиции на Българския антарктически институт.
Скалата е кръстена на село Белчин в община Самоков, Софийска област.

## Местоположение
Скалата Белчин е разположена на географски координати 62°31′37″ ю. ш. 60°24′26″ з. д. / 62.526944° ю. ш. 60.407222° з. д.

## Карта
- L.L. Ivanov. Antarctica: Livingston Island and Greenwich, Robert, Snow and Smith Islands. Scale 1:120000 topographic map.  Troyan: Manfred Wörner Foundation, 2009.  ISBN 978-954-92032-6-4